# Antônio Dias (ort)
Antônio Dias är en ort i Brasilien.   Den ligger i kommunen Antônio Dias och delstaten Minas Gerais, i den sydöstra delen av landet, 700 km sydost om huvudstaden Brasília. Antônio Dias ligger 409 meter över havet och antalet invånare är 9 573.
Terrängen runt Antônio Dias är huvudsakligen kuperad. Antônio Dias ligger nere i en dal. Runt Antônio Dias är det glesbefolkat, med 12 invånare per kvadratkilometer.. Det finns inga andra samhällen i närheten.
I omgivningarna runt Antônio Dias växer i huvudsak städsegrön lövskog.